# Pentaplaris doroteae
Pentaplaris doroteae är en malvaväxtart som beskrevs av Louis Otho Otto Williams och Standley. Pentaplaris doroteae ingår i släktet Pentaplaris och familjen malvaväxter. Inga underarter finns listade i Catalogue of Life.